# Cosimo Bottegari
Cosimo Bottegari (Firenze, 27 settembre 1554 – Firenze, 31 marzo 1620) è stato un compositore, cantore e liutista italiano.

## Biografia
Pochissime informazioni si hanno sui suoi primi anni e le prime notizie certe riguardano un soggiorno alla corte di Baviera a partire dal 1573; qui venne nominato, il 21 settembre dello stesso anno, Kammerherr, ossia gentiluomo di camera, dal duca Alberto V che sarà il dedicatario, due anni dopo, della seconda raccolta del Bottegari intitolata Il secondo libro de madrigali a cinque voci de floridi virtuosi del serenissimo ducca di Baviera con uno à dieci (Venezia, 1575). Nella raccolta sono presenti anche composizioni di altri autori tra cui Orlando di Lasso che ebbe modo di frequentare durante questo suo soggiorno.
Rientrò a Firenze non dopo il 1579, anno della morte del duca bavarese, dove prestò servizio presso il Granducato di Toscana, prima sotto Francesco I de' Medici e poi Ferdinando I de' Medici, dedicandosi a vari affari e commerci. Sono giunte a noi, ad esempio, una serie di lettere del 1593 scambiate con Lorenzo Usimbardi e riguardanti il commercio di parati e drapperie in Transilvania. Sposò Fiammetta de' Salvetti ed ebbe due figlie, Chiara e Anna Maria.

## La raccolta di Arie e Canzoni in musica
Attivo come cantore e liutista, molto importante è la corposa raccolta, che consta di 5 brani per liuto solo ed altre 127 composizioni, da lui redatta per uso personale e intitolata Arie e Canzoni in musica di C. B. Conservata presso la Biblioteca Estense di Modena è databile tra il 1574, anno presente nel frontespizio, e il 1602 circa, anno delle ultime annotazioni. In essa sono presenti più di quaranta composizioni dello stesso Bottegari oltre che di altri compositori del tempo tra cui, oltre il già citato di Lasso, Giulio Caccini, Palestrina e Fabrizio Dentice.